# Едріенн Моррісон
Мейбл Едріен Моррісон (англ. Adrienne Morrison, 1 березня 1883 — 20 листопада 1940) — американська акторка театру і німого кіно.
Народилася 1 березня 1883 року в сім'ї театральних акторів Роуз Вуд і Льюїса Моррісона. Її мати була англійкою, а батько народився на Ямайці. Коли Едріен було сім років, її батьки розлучилися.
Едріен Моррісон вперше знялася у фільмі «Damaged Goods» у 1914 році, сценарій для якого разом з Томом Рікеттсом написав її чоловік. Для Річарда Беннета це була перша акторська робота. Загалом Едріен знялася у шести фільмах, у всіх з чоловіком. Після 1917 року у кіно не знімалася. У театрі дебютувала у 1915 році у постановці «Материнство». Продовжувала грати у виставах до 1940 року.
9 листопада 1903 року Едріен Моррісон одружилася з Річардом Беннеттом. За рік народила дочку Констанс, 13 серпня 1906, — Барбару, 27 лютого 1910 року — Джоан. Усі доньки стали відомими акторками. 1925 року розлучилася з Беннетом і одружилася з Еріком Пінкером, з яким була регту життя.
Едріен Моррісон померла 20 листопада 1940 року від інфаркту.